# Satu Nou (gmina Grădinari)
Satu Nou – wieś w Rumunii, w okręgu Aluta, w gminie Grădinari. W 2011 roku liczyła 285 mieszkańców.